# Balista (usurpador)
Balista (em latim: Ballista), também chamado Calisto, foi um oficial e usurpador romano durante a revolta de Macriano Maior e seus filhos, Macriano Menor e Quieto, um dos Trinta Tiranos listados na História Augusta. No início prefeito pretoriano sob Valeriano (r. 253–260), com a captura do imperador em 260 na Batalha de Edessa Balista auxiliou os generais orientais a repelirem as tropas em marcha do Império Sassânida, que estavam saqueando a Cilícia, e incitou Macriano e seus filhos a reivindicarem a púrpura. Continuou a servir como prefeito pretoriano sob Macriano e permaneceu no Oriente com Quieto, enquanto Macriano Maior e Macriano Menor marchavam ao Ocidente com seus homens. Com a derrota em combate destes, Balista e Quieto foram provavelmente mortos por Odenato, por estímulo de Galiano, embora haja especulação sobre sua morte.

## Nome
Esse oficial aparece na documentação sob os nomes "Balista" (em latim: Ballista) e "Calisto" (Callistus). Para Kenast, Calisto era seu nome real, enquanto Balista era um apelido; Potter pensa que Balista tinha ambos os nomes e Bleckmann pensa que Balista era seu verdadeiro nome e Calisto um erro.

## Carreira

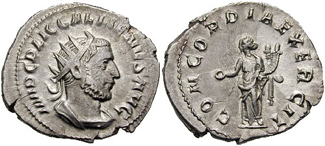
Antoniniano de Galiano r.

Balista era oficial sob Valeriano (r. 253–260). Em 260, após a derrota e captura do imperador pelo Império Sassânida na Batalha de Edessa, uma parte das tropas passou a seguir o responsável pelo tesouro imperial, Macriano Maior, e Balista, que era o prefeito da guarda pretoriana. Junto com Odenato, o "senhor de Palmira", conseguiram derrotar o exército persa que retornava cheio de espólios ao arrasar a Cilícia; João Zonaras lhe atribuiu uma vitória marítima em Pompeópolis (Solos), um assentamento costeiro a oeste de Zefírio (atual Mersin), contra um dos grupos persas em marcha na Cilícia, permitindo a libertação das ocupadas Sebaste, colônia e importante estação naval, e Córico, cidade da Cilícia Áspera. Após a vitória, Balista convenceu Macriano a tomar o trono com seus filhos Macriano Menor e Quieto e lhes serviu como prefeito pretoriano; Zonaras fala, erroneamente, que era hiparco. A elevação deles ocorreu antes de 17 de setembro.
Balista permaneceu com Quieto no Oriente, enquanto Macriano Maior e Macriano Menor marcharam com o exército ao Ocidente. No outono de 261, nos Bálcãs, eles foram derrotados pelo fiel chefe da cavalaria de Galiano (r. 253–268), provavelmente Auréolo, e mortos em seguida; também pode ter sido Domiciano o executor. Galiano convenceu então Odenato a se voltar contra seus antigos aliados, mas não se sabe quando e nem como Balista perdeu a vida. Pensa-se que tenha ocorrido cerca de novembro de 261 pelas mãos do senhor de Palmira. Outra teoria advoga que ambos teriam sido mortos por seus próprios soldados em Emessa. Uma terceira teoria, tida como improvável por basear-se no relato da História Augusta, diz que Balista matou Quieto e declarou-se imperador, tendo sido morto pouco depois. Balista também foi possivelmente aludido nos Oráculos Sibilinos, no qual é representado como uma cabra.